# Ербах (Оденвалд)
Ербах (њем. Erbach) општина је у њемачкој савезној држави Хесен. Једно је од 15 општинских средишта округа Оденвалд. Према процјени из 2010. у општини је живјело 13.398 становника. Посједује регионалну шифру (AGS) 6437006.

## Географски и демографски подаци
Ербах се налази у савезној држави Хесен у округу Оденвалд. Општина се налази на надморској висини од 250 метара. Површина општине износи 61,5 km². У самом мјесту је, према процјени из 2010. године, живјело 13.398 становника. Просјечна густина становништва износи 218 становника/km².

## Међународна сарадња
| Мјесто | Држава      | Врста сарадње | Од    |
| ------ | ----------- | ------------- | ----- |
|        | Португалија | партнерство   | 1992. |
|        | Француска   | партнерство   | 1963. |
|        | Француска   | партнерство   | 1963. |
| Јичин  | Чешка       | партнерство   | 1993. |
| Извор  |             |               |       |